# Джуниата (окръг, Пенсилвания)
Окръг Джуниата (на английски: Juniata County) е окръг в щата Пенсилвания, Съединени американски щати. Площта му е 1020 km², а населението - 24 514 души (2017). Административен център е град Мъфлинтаун.